# Bądź dziewczyną moich marzeń
Bądź dziewczyną moich marzeń – debiutancki album muzyczny polskiego piosenkarza Jacka Lecha, nagrany w 1970 z zespołem Czerwono-Czarni. LP został wydany w 1970 przez wytwórnię Pronit.

## Lista utworów
Strona A
| 1. | "Bądź dziewczyną moich marzeń" (muz. Ryszard Poznakowski - sł. Janusz Kondratowicz)        | 2:23  |
|    |                                                                                            |       |
| 2. | "Nie patrz w lustro" (muz. Henryk Klejne - sł. Janusz Kondratowicz)                        | 3:18  |
|    |                                                                                            |       |
| 3. | "Ja mam Ciebie - Ty mnie" (muz. Marek Sewen - sł. Zbigniew Stawecki)                       | 3:13  |
|    |                                                                                            |       |
| 4. | "Nie mówię żegnaj" (muz. Maciej Kossowski - sł. Marek Gaszyński, Bogdan Loebl)             | 2:57  |
|    |                                                                                            |       |
| 5. | "Kto ma dla niej złote róże" (muz. Jacek Lech - sł. Grzegorz Walczak)                      | 3:35  |
|    |                                                                                            |       |
| 6. | "Gdziekolwiek będziesz" (muz. Włodzimierz Kruszyński, Adam Skorupka - sł. Stanisław Halny) | 3:44  |
|    |                                                                                            |       |
| 7. | "Dziękuje Ci za każdy dzień" (muz. Klaudiusz Maga, Henryk Zomerski - sł. Stanisław Halny)  | 3:01  |
|    |                                                                                            |       |
|    |                                                                                            | 22:11 |
|    |                                                                                            |       |
Strona B
| 1. | "Dzień w sennym parku" (muz. Marian Napieralski - sł. Grzegorz Walczak)                   | 3:07  |
|    |                                                                                           |       |
| 2. | "Nie zostawiaj adresu" (muz. Jacek Lech - sł. Stanisław Halny)                            | 3:48  |
|    |                                                                                           |       |
| 3. | "Na dnie zwierciadła" (muz. Juliusz Loranc - sł. W. Maj)                                  | 3:04  |
|    |                                                                                           |       |
| 4. | "Ballada o dzikiej róży" (muz. Klaudiusz Maga, Henryk Zomerski - sł. Janusz Kondratowicz) | 3:50  |
|    |                                                                                           |       |
| 5. | "Jeszcze nie wiem jak Cię pożegnam" (muz. A. Kłodzki, J. Sośnik - sł. Jan Krynicz)        | 2:58  |
|    |                                                                                           |       |
|    |                                                                                           | 16:47 |
|    |                                                                                           |       |

## Twórcy

### Muzycy
- Jacek Lech – śpiew

Czerwono-Czarni
- Klaudiusz Maga – instrumenty klawiszowe
- Wojciech Miczyński – saksofon tenorowy
- Piotr Milewski – perkusja
- Tadeusz Mróz – gitara
- Marian Napieralski – trąbka
- Henryk Zomerski – gitara basowa

### Personel
- Reżyser nagrań – Janusz Urbański
- Operator dźwięku – Krystyna Urbańska
- Zdjęcia – Władysław Pawelec
- Projekt graficzny okładki – Ewald Guyski